# Požari v Černobilskem izključitvenem območju leta 2020
Gozdni požari v Černobilskem izključitvenem območju so bili vrsta gozdnih požarov, ki so izbruhnili v ukrajinskem delu Černobilskega izključitvenega območja aprila 2020. 
Požari so bili pogašeni večinoma v dveh tednih. Vsaj en osumljenec je bil aretiran zaradi domnevnega požiga. 

## Požari
Požar se je začel 3. aprila 2020 na zahodni černobilski radioaktivni poti na meji naselja Narodiči in poplavnega območja reke Už med 16. in 17. uro. Že prvi dan se je požar razširil na površino več kot 20 hektarjev. Veter je stopnjeval intezivnost gorenja in 4. aprila se je požar razširil na površino 20 hektarjev na območju izključitve v bližini vasi Vladimirovka v gozdarskem rajonu Kotovski. Za gašenje so bila vključena gasilska vozila in letalstvo, v odpravo je bilo vključenih 362 ljudi in 89 kosov opreme, vključno z letali in helikopterji. Gašenje je bilo zapleteno zaradi velike stopnje sevanja. Med tednom je bilo opravljenih 280 letov in izpuščenih 1500 ton vode. Že prvi dan je območje preletelo prvo letalo. 
6. aprila 2020 so poročali, da so bile stopnje sevanja v območju zaradi požarov 16-krat večje kot običajno. Ko se je požar razširil, so majhno vas v bližini večinoma zapuščenega mesta Poliske evakuirali pet dni kasneje. Do 13. aprila so se požari razširili na nekaj več kot 1,5 kilometra stran od jedrske elektrarne Černobil in dosegli obrobje zapuščenega mesta Pripjat. Več kot 300 gasilcev si je prizadevalo, da požari ne bi dosegli elektrarne. Do 11. aprila so gasilci dosegli skoraj 400, veliko helikopterjev in 100 gasilskih vozil se je odpeljalo v izključevalno območje Černobila. Državna služba za izredne razmere v Ukrajini je dejala, da se še vedno bori s požari, vendar je bila situacija pod nadzorom, medtem ko je Greenpeace Rusija s satelitskimi posnetki dejal, da so razmere "veliko slabše, kot menijo ukrajinske oblasti". 14. aprila je državna služba za izredne razmere v Ukrajini sporočila, da so po 10 dneh gasilskih prizadevanj in nedavnih padavinah v regiji ugasnili vsi večji požari znotraj izključitvenega območja. Po poročanju Euro News naj bi 124 gasilcev gasilo večji požar v Kotovskem gozdu blizu vasi Volodimirivka. 

## Osumljenec
27-letnega lokalnega prebivalca so aretirali zaradi požiga. Nejasno je, ali je človek, ki je priznal požar, delno ali v celoti odgovoren za požar. Osumljenec je oblastem povedal, da je za zabavo zažgal smeti na delu suhe trave v bližini gozda, ne da bi poskušal ugasniti ogenj, ko se je začel širiti. Globe za požar so bile povišane po glasovanju v parlamentu 13. aprila. 

## Škoda
Forbes je poročal, da je bilo uničenih 30 % turističnih znamenitosti v izključitvenem območju, vključno s pionirskim taboriščem izumrudnoe iz sovjetske dobe. Škoda je vključevala več zapuščenih vasi, kot je Stara Markivka, ki obkrožajo Černobil, ki so popolnoma zgorele. Poročali so tudi o požaru v okoliškem Rdečem gozdu, kjer so zgorela številna drevesa. Sama elektrarna ter mesti Černobil in Pripjat so ostali nepoškodovani. Predsednik Volodimir Zelenski je 26. aprila razkril, da so požari opustošili približno 11,5 tisoč hektarjev.

## Okoljske posledice
Zaradi gozdnih požarov je glavno mesto Kijev prekrila gosta megla, zaradi česar je bila onesnaženost zraka med najslabšimi na svetu primerljiva z onesnaženostjo nekaterih kitajskih mest. IQAir je poročal, da je imel Kijev 16. aprila v enem trenutku najslabše onesnaženje zraka na svetu. Vendar je dim le malo vplival na zdravje prebivalcev, saj je sovpadal z zaklepanjem zaradi pandemije Covida-19 v Ukrajini, kar je pomenilo, da je bila večina ljudi v zaprtih prostorih. Atomska agencija Združenih narodov je 17. aprila kljub povečanju ravni sevanja izjavila, da elektrarna glede na poročila Ukrajine ne predstavlja nevarnosti za zdravje ljudi. Dodali so tudi, da je koncentracija radioaktivnih snovi v zraku ostala pod varnostnimi normami ukrajinskega sevanja, kot jih je odkril Državni inštitut za jedrsko regulacijo Ukrajine.